# Лајтстрит (Пенсилванија)
Лајтстрит (енгл. Lightstreet) насељено је место без административног статуса у америчкој савезној држави Пенсилванија.

## Демографија
По попису из 2010. године број становника је 1.093, што је 212 (24,1%) становника више него 2000. године.
| Група             | 2000.       | 2010.         |
| Белци             | 873 (99,1%) | 1.053 (96,3%) |
| Афроамериканци    | 0 (0,0%)    | 5 (0,5%)      |
| Азијати           | 4 (0,5%)    | 17 (1,6%)     |
| Хиспаноамериканци | 3 (0,3%)    | 3 (0,3%)      |
| Укупно            | 881         | 1.093         |